# 21 cm SK "Peter Adalbert"
Il 21 cm Schnelladekanone "Peter Adalbert", abbreviato in 21 cm SK "Peter Albert", era un cannone ferroviario tedesco impiegato durante la prima guerra mondiale sul fronte occidentale ed a Gallipoli. Furono costruiti 11 sistemi, montando due diverse bocche da fuoco di surplus della Kaiserliche Marine sullo stesso affusto.

## Storia

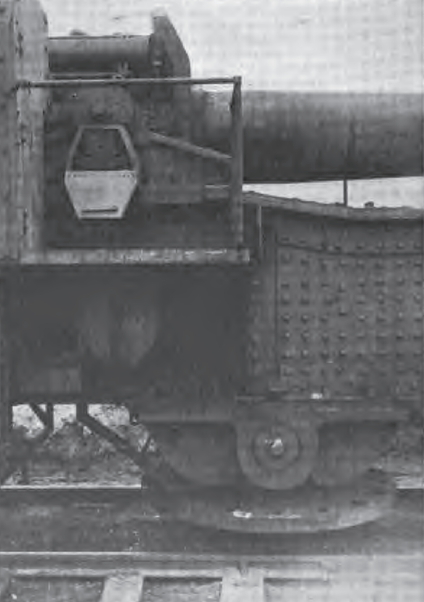
Vista della piastra circolare fissata anteriormente alla struttura a trave del "Peter Adalbert", qui in configurazione di marcia.

La perdita dell'incrociatore corazzato SMS Blücher nella battaglia di Dogger Bank del gennaio 1915 rese disponibili i suoi 4 cannoni di riserva 21 cm SK L/45 C/06, visto che non erano impiegati su nessun'altra nave della Marina imperiale. A maggio dello stesso anno fu quindi ordinata alla Krupp la progettazione di una Bettungsschiessgerüst (piattaforma di tiro) da armare con i cannoni di surplus. Si trattava di un impianto trasportabile, che poteva essere messo in batteria su qualsiasi terreno, in postazioni la cui preparazione richiedeva alcune settimane di lavoro. Un affusto, generalmente scudato, brandeggiava su un perno nella sua parte anteriore, mentre la parte posteriore poggiava tramite rulli su una rotaia semicircolare. Una delle modifiche apportate per l'uso terrestre fu l'introduzione di un piccolo contrappeso appena dietro agli orecchioni per bilanciare il peso della bocca da fuoco; questa soluzione, pesante ma semplice, evitò l'adozione di equilibratori.
La precoce perdita di tre dei quattro incrociatori pesanti classe Prinz Adalbert e Roon per mano di mine e sottomarini, rese disponibili i loro cannoni da 21 cm di riserva. Essi imbarcavano il 21 cm SK L/40 C/01, più datato e meno prestante del L/45, ma facilmente adattabile allo stesso impianto terrestre, nonostante fosse più pesante ed avesse una canna più corta. Nel 1916 divennero disponibili anche i cannoni del SMS Roon messo in disarmo. In tutto sono stati identificati i numeri di serie di quattro SK L/45 e di sette SK L/40.
I militari tedeschi restarono insoddisfatti dai lunghi tempi richiesti per la messa in batteria della Bettungsschiessgerüst e, nel 1918, decisero di reimpiegare le bocche da fuoco sulla Eisenbahn und Bettungsschiessgerüst (E.u.B., piattaforma ferroviaria e di tiro), impiegata con successo da altri cannoni ferroviari tedeschi. Solo cinque cannoni furono trasferiti sul nuovo impianto prima della fine della guerra.

## Impiego operativo
Il battesimo del fuoco del "Peter Adalbert" avvenne il 21 febbraio 1916 nella battaglia di Verdun, quando un SK L/45 in Bettungsschiessgerüst aprì il fuoco all'inizio dello scontro. Un SK L/40 in Bettungsschiessgerüst fu inviato a rinforzare le difese di Gallipoli nel 1917, rimanendovi per il resto della guerra agli ordini del Kommando FR 17. Due SK L/45 e cinque SK L/40, tutti su impianto Bettungsschiessgerüst, furono prodotti nel 1916. Furono organizzati in batterie, ognuna con un pezzo; le denominazioni conosciute di queste unità sono 408ª, 428ª, 684ª, 717ª, 746ª e 790ª Batteria. Un "Peter Adalbert" in Bettungsschiessgerüst partecipò alla battaglia della Somme in ottobre 1916; due furono impiegati nella battaglia di Passchendaele in luglio 1917, mentre altri due furono schierati di fronte a Verdun nell'agosto successivo. Sette pezzi supportarono l'offensiva di primavera, non si sa su quale tipo di impianto. Uno bombardò i francesi durante la seconda battaglia della Marna. Un SK L/45 in E.u.B. fu catturato dagli americani nel novembre del 1918 e nello stesso mese un SK L/40 in Bettungsschiessgerüst cadde nelle mani dei francesi.
Solo due pezzi furono distrutti dopo l'armistizio di Compiègne, mentre quattro pezzi sfuggirono alla Commissione militare interalleata di controllo perché assegnati alla Batterie Plantagen, una batteria costiera a difesa di Swinemunde.

## Tecnica

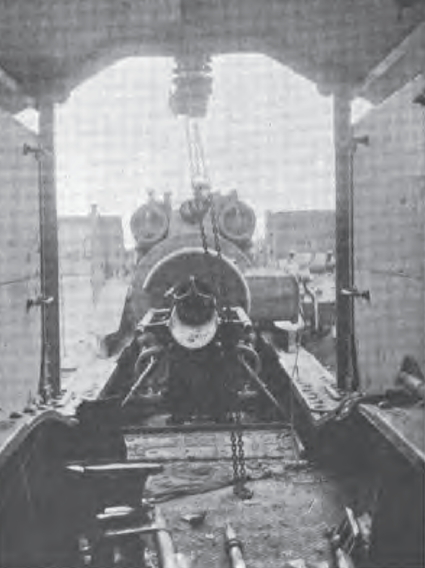
L'otturatore ed il sistema di caricamento di un "Peter Adalbert".

La E.u.B. poteva sparare da qualsiasi adeguato tratto di ferrovia, sulla quale venivano imbullonati dei cunei ricurvi per l'assorbimento delle energie residue non assorbite dal freno di sparo idraulico della culla, oppure poteva essere messa in batteria su una piattaforma di tiro. La struttura a trave, che sosteneva l'affusto, poggiava su due carrelli ferroviari a 4 assi; inoltre per l'installazione su piattaforma di tiro, sotto alla parte anteriore della trave era installato una piastra circolare, mentre due grossi rulli erano posizionati ai lati della parte posteriore.
La piazzola di tiro (Bettungslafette) metallica era dotata di perno centrale ed una guida esterna. Trasportata da sette carri ferroviari, veniva assemblata in 3-5 giorni con l'aiuto di una gru, comprese le rotaie ferroviarie disposte leggermente oltre la piattaforma per ospitare il carrello anteriore del pezzo. Il pezzo veniva poi spostato sulla piattaforma ed abbassato su di essa, previa rimozione del tratto centrale di rotaia; dopo aver imbullonato la piastra circolare con il perno rotante della piattaforma, venivano rimossi i carrelli ferroviari e le sezioni di rotaia rimaste, poggiando anche la parte posteriore della struttura a trave sulla piattaforma tramite i due rulli, che scorrevano sulla guida esterna consentendo il brandeggio. L'affusto della E.u.B. inoltre poteva brandeggiare sulla struttura a trave di 2°15' per gli aggiustamenti del tiro. Furono realizzate anche piazzole di tiro in cemento armato, con 360° di brandeggio.
Le munizioni venivano movimentate sulla E.u.B. tramite una cucchiaia munita di maniglioni laterali, di ruote e di un occhiello, in modo la munizione poteva essere trasportata a mano o essere spinta fino al carro ed infine sollevata tramite un paranco, scorrevole su una rotaia aerea estensibile che univa il pianale del carro munizioni alla culatta del cannone. La cucchiaia veniva poi agganciata alla culatta per permettere la calcata manuale del proietto e della carica di lancio. Per eseguire il caricamento il cannone doveva essere portato ogni volta ad alzo 0°.
Il "Peter Adalbert" sparava diversi tipi di munizioni, di peso compreso tra 113,5 e 115 kg. La munizione era del tipo navale tedesco, con carica di lancio separata dal proietto, costituita da una carica principale in bossolo di ottone ed una aggiuntiva in sacchetto di seta.